# Чаушевићи
Чаушевићи су насеље у Србији у општини Пријепоље у Златиборском округу. Према попису из 2022. било је 91 становника.

## Демографија
У насељу Чаушевићи живи 96 пунолетних становника, а просечна старост становништва износи 35,2 година (34,7 код мушкараца и 35,7 код жена). У насељу има 38 домаћинстава, а просечан број чланова по домаћинству је 3,47.
Становништво у овом насељу веома је нехомогено.
|  |

| Демографија | Демографија | Демографија |
| Година      | Становника  | Становника  |
| ----------- | ----------- | ----------- |
| 1948.       | 190         |             |
| 1953.       | 198         |             |
| 1961.       | 193         |             |
| 1971.       | 175         |             |
| 1981.       | 143         |             |
| 1991.       | 147         | 147         |
| 2002.       | 132         | 139         |

| Етнички састав према попису из 2002.‍ | Етнички састав према попису из 2002.‍ | Етнички састав према попису из 2002.‍ | Етнички састав према попису из 2002.‍ | Етнички састав према попису из 2002.‍ |
| ------------------------------------ | ------------------------------------ | ------------------------------------ | ------------------------------------ | ------------------------------------ |
|                                      |                                      |                                      |                                      |                                      |
| Срби                                 | Срби                                 |                                      | 68                                   | 51,51%                               |
| Бошњаци                              | Бошњаци                              |                                      | 48                                   | 36,36%                               |
| Муслимани                            | Муслимани                            |                                      | 15                                   | 11,36%                               |
| непознато                            | непознато                            |                                      | 0                                    | 0,0%                                 |

| Година пописа     | 1948. | 1953. | 1961. | 1971. | 1981. | 1991. | 2002. |
| ----------------- | ----- | ----- | ----- | ----- | ----- | ----- | ----- |
| Број домаћинстава | 38    | 36    | 41    | 37    | 36    | 41    | 38    |

| Број чланова      | 1 | 2 | 3 | 4  | 5 | 6 | 7 | 8 | 9 | 10 и више | Просек |
| ----------------- | - | - | - | -- | - | - | - | - | - | --------- | ------ |
| Број домаћинстава | 6 | 6 | 6 | 11 | 5 | 2 | 1 | 1 | 0 | 0         | 3,47   |

| Пол    | Укупно | Неожењен/Неудата | Ожењен/Удата | Удовац/Удовица | Разведен/Разведена | Непознато |
| ------ | ------ | ---------------- | ------------ | -------------- | ------------------ | --------- |
| Мушки  | 50     | 16               | 31           | 3              | 0                  | 0         |
| Женски | 54     | 14               | 31           | 9              | 0                  | 0         |
| УКУПНО | 104    | 30               | 62           | 12             | 0                  | 0         |

| Пол    | Укупно                    | Пољопривреда, лов и шумарство | Рибарство                            | Вађење руде и камена | Прерађивачка индустрија       |
| ------ | ------------------------- | ----------------------------- | ------------------------------------ | -------------------- | ----------------------------- |
| Мушки  | 24                        | 0                             | 0                                    | 0                    | 13                            |
| Женски | 13                        | 0                             | 0                                    | 0                    | 11                            |
| УКУПНО | 37                        | 0                             | 0                                    | 0                    | 24                            |
| Пол    | Производња и снабдевање   | Грађевинарство                | Трговина                             | Хотели и ресторани   | Саобраћај, складиштење и везе |
| Мушки  | 0                         | 3                             | 0                                    | 1                    | 4                             |
| Женски | 0                         | 0                             | 0                                    | 0                    | 0                             |
| УКУПНО | 0                         | 3                             | 0                                    | 1                    | 4                             |
| Пол    | Финансијско посредовање   | Некретнине                    | Државна управа и одбрана             | Образовање           | Здравствени и социјални рад   |
| Мушки  | 0                         | 0                             | 1                                    | 0                    | 0                             |
| Женски | 0                         | 0                             | 0                                    | 0                    | 1                             |
| УКУПНО | 0                         | 0                             | 1                                    | 0                    | 1                             |
| Пол    | Остале услужне активности | Приватна домаћинства          | Екстериторијалне организације и тела | Непознато            | Непознато                     |
| Мушки  | 2                         | 0                             | 0                                    | 0                    | 0                             |
| Женски | 0                         | 0                             | 0                                    | 1                    | 1                             |
| УКУПНО | 2                         | 0                             | 0                                    | 1                    | 1                             |